# Kernkraftwerk Oyster Creek
Das stillgelegte Kernkraftwerk Oyster Creek in der Nähe der Lacey Township im Bundesstaat New Jersey war das erste Groß-Kernkraftwerk der USA. Betrieben wurde es zuletzt von AmerGen Energy LLC, einem Tochterunternehmen der Exelon-Gruppe.
Der Reaktor bezog sein Kühlwasser aus der Barnegat Bay, einer Lagune des Atlantischen Ozeans.

## Geschichte
Das Kernkraftwerk bestand aus einem Siedewasserreaktor von General Electric mit einer elektrischen Nettoleistung von 619 MW (brutto 652 MW). Am 15. Dezember 1964 wurde mit dem Bau begonnen. Die erste Netzsynchronisation fand am 23. September 1969 statt, am 1. Dezember 1969 nahm der Reaktor den kommerziellen Betrieb auf.

## Laufzeit
Die im Jahr 1991 erteilte Lizenz war bis zum April 2009 befristet. Exelon beantragte 2005 eine Laufzeitverlängerung bis 2029. Gegen diesen Antrag wandten sich Bürgerinitiativen mit Einsprüchen und Petitionen.
Anfang April 2009 wurde die Betriebserlaubnis bis 2029 verlängert. Im Dezember 2010 schloss der Betreiber ein Abkommen mit dem Staat New Jersey. Dieser verzichtete auf die Forderung nach dem Bau teurer Kühltürme. Diese waren gefordert worden, um die Zahl toter Lebewesen zu reduzieren, die jeden Sommer an den Folgen des warmen Kühlwassers sterben. Exelon sagte im Gegenzug eine Schließung des KKW im Jahr 2019 zu.
Der Reaktor ist technisch vergleichbar mit dem Reaktorblock Fukushima Daiichi 1, der während der Nuklearkatastrophe von Fukushima als erster explodierte. Im März 2011 wies ein amerikanisches Bundesgericht deshalb die Nuclear Regulatory Commission (NRC) an, die Betriebserlaubnis des Kraftwerks zu überprüfen. Am 5. April 2011 wurde bekannt, dass die NRC keinen neuen Handlungsbedarf für das Kraftwerk sieht.
Auf Grund des Fracking-Booms in den Vereinigten Staaten seit etwa 2010 werden Kernkraftwerke zunehmend unrentabel. Im August 2015 konnte sich die Anlage bei einer Ausschreibung nicht dafür qualifizieren, ihren Strom über das Jahr 2018 hinaus in die Stromnetze einzuspeisen. Dasselbe Schicksal ereilte Exelons Kraftwerke Quad Cities in Illinois und Three Mile Island in Pennsylvania. Der Betrieb war somit bis Ende Mai 2018 gesichert.
Am 2. Februar 2018 teilte Exelon mit, die Stilllegung der Anlage nochmals um mehr als ein Jahr auf den Oktober desselben Jahres vorzuziehen. Das Unternehmen begründete seine Entscheidung damit, dass ihm die Stilllegung finanziell zugute komme in einer Zeit, „in der Brennstoff- und Unterhaltungskosten steigen, während sich die Strompreise auf einem historischen Tiefststand befinden“. Die Entscheidung über die vorzeitige Stilllegung erfolgte nur wenige Tage, nachdem die Regierung des Bundesstaats New Jersey beschlossen hatte, die Kernkraftwerke auf ihrem Gebiet künftig mit öffentlichen Mitteln aus einem Fonds zur Förderung CO2-freier Energien zu subventionieren. Die Stilllegung wurde schließlich ein weiteres Mal, auf den 17. September 2018 und damit das Ende des Brennstoffturnus der Anlage, vorverlegt und durchgeführt.

## Störfälle
Am 9. April 2009 ist radioaktiv kontaminiertes Wasser (vor allem mit Tritium) aus dem Kernkraftwerk ausgetreten. Anfang Mai 2010 wurde bekannt, dass das kontaminierte Wasser eine Grundwasserschicht erreicht hat, von der ein großer Teil der Trinkwasserversorgung in der Region abhängt.
Am 12. Juli 2009 ereignete sich ein Störfall. Aufgrund eines Blitzeinschlags in eine externe Stromverteilung trat der Notstromfall ein. Die internen Diesel-Notstromgeneratoren liefen an. Einer davon hatte allerdings Anlaufprobleme. Es musste deshalb zusätzlich und als nahezu letzte Redundanz vorübergehend ein sogenannter Not-Kondensator in Betrieb genommen werden. Der Notstromfall dauerte 1,5 Stunden, es wurde dabei eine interne Notfall-Situation deklariert. Die Atomaufsichtsbehörde NRC führte danach eine Spezialuntersuchung durch.
Am 29. Oktober 2012 um 19:00 Uhr wurde aufgrund des Hurrikans Sandy und des einhergehenden Hochwassers ein „Unusual Event“ (ungewöhnliches Ereignis) ausgerufen. Zwei Stunden später wurde die Ereignisstufe auf „Alert“ (Alarmzustand) erhöht. Dies ist die zweite Stufe im vierstufigen Alarmsystem.

## Betriebsbewilligung
In den USA wird die Betriebsbewilligung (engl. license) für ein Kernkraftwerk von der Nuclear Regulatory Commission (NRC) zunächst für einen Zeitraum von bis zu 40 Jahren erteilt. Der Zeitraum von 40 Jahren basierte ursprünglich auf dem Zeitraum für die Abschreibung von Anlagevermögen. Der Atomic Energy Act of 1954 erlaubt eine (auch mehrmalige) Verlängerung der Betriebserlaubnis um jeweils 20 Jahre.
Eine Betriebsbewilligung wurde dem Betreiber Exelon Generation Co., LLC am 2. Juli 1991 durch die NRC erteilt. Sie wurde am 3. Juni 2009 erneuert. Die Betriebsbewilligung ist bis zum 9. April 2029 gültig.

## Daten des Reaktorblocks
Das Kernkraftwerk Oyster Creek besitzt einen Kraftwerksblock:
| Reaktorblock | Reaktortyp         | Netto- leistung | Brutto- leistung | Baubeginn  | Netzsyn- chronisation | Kommer- zieller Betrieb | Betriebs- bewilligung | Abschaltung |
| ------------ | ------------------ | --------------- | ---------------- | ---------- | --------------------- | ----------------------- | --------------------- | ----------- |
| Oyster Creek | Siedewasserreaktor | 619 MW          | 652 MW           | 15.12.1964 | 23.09.1969            | 01.12.1969              | 09.04.2029            | 17.09.2018  |